# Gein metróállomás
Gein metróállomás az amszterdami metró 50-es és 54-es vonalán. 1982-ben nyitották meg, mindkét metróvonal végállomása.

## Szomszédos állomások
- Reigersbos (Isolatorweg és Centraal Station irányába)

## Átszállási kapcsolatok
| 50 (Isolatorweg ↔ Gein)        |                        |                         |
| 54 (Gein ↔ Amsterdam Centraal) |                        |                         |
| Állomás                        | Átszállási kapcsolatok | Fontosabb létesítmények |
| Amsterdam, Station Gein        | 47, N85                |                         |